# Наталич, Евгений Александрович
Евгений Александрович Наталич (5 июля 1981, Славянск-на-Кубани) — российский футболист, защитник, полузащитник.
Бо́льшую часть профессиональной карьеры провёл в клубах второго дивизиона (первенства ПФЛ) России «Славянск» Славянск-на-Кубани (2000), «Нарт» Нарткала (2001), «Машук-КМВ» Пятигорск (2005, 2015—2016), «Океан» Находка (2008), «Север» Мурманск (2009), СКА Ростов-на-Дону (2010), «Славянский» Славянск-на-Кубани (2011—2013), «Дружба» Майкоп (2014—2015), «Динамо» Ставрополь (2017—2018).
Играл за любительские клубы «Динамо» Полтавская (2002), «Азовец» Приморско-Ахтарск (2006), «Локомотив-КМВ» Минеральные Воды (2007), «Молния» Небуг (2007).
В 2013 году сыграл два матча в чемпионате Белоруссии за клуб «Славия-Мозырь». В сезоне 2016/2017 выступал в чемпионате КФС за «Рубин» Ялта. В 2019 — игрок клуба первой лиги первенства Краснодарского края «Нива» Славянский район.
Сыграл эпизодическую роль в фильме «Тренер».